# 다니엘 니쿨라에
다니엘 게오르게 니쿨라에(Daniel George Niculae, 1982년 10월 6일, 루마니아 부쿠레슈티 ~ )는 루마니아의 전 축구 선수로, 과거 공격수로 활약했다.
다니엘 "니코" 니쿨라에는 2000년, 라피드 부쿠레슈티에서 선수 생활을 시작하여 2001년, B팀에서 뛰는 기간에도 불구하고, 자신이 클럽에서 천부적인 재능이 있는 선수라는 것을 증명하였다.
2005-2006 UEFA컵 대회에서 그와 무구렐 부가는 한쌍을 이뤄 강력한 공격수로 활약하였으며, 이 대회에서의 활약으로 그는 2006년 여름, 3.3백만 유로에 AJ 오세르로 이적하였고, 2010년에는 AS 모나코로 이적하였다. AS 모나코에서는 17경기에서 4골을 넣었으며, 2011년부터 AS 낭시에서 임대 선수로 뛰고 있다.
니쿨라에는 루마니아 축구 국가대표팀에서 총 37번의 국제 경기에 출전해, 9골을 기록하였다.